# Pelariga
Pelariga ist eine Gemeinde (Freguesia) im portugiesischen Kreis Pombal. In ihr leben 2012 Einwohner (Stand 19. April 2021).
Pelariga liegt an der Linha do Norte.